# US-amerikanische Volksmusik
Der Begriff US-amerikanische Volksmusik (oft auch unpräzise amerikanische Volksmusik) umfasst zahlreiche Musikrichtungen, die als traditionelle Musik, traditionelle Volksmusik, zeitgenössische Volksmusik, volkstümliche Musik oder Roots-Musik bezeichnet werden. Viele traditionelle Lieder werden seit Generationen in der gleichen Familie oder Volksgruppe gesungen und haben ihren Ursprung manchmal auf den britischen Inseln, dem europäischen Festland oder in Afrika. Der Musiker Mike Seeger hat einmal gesagt, dass die Definition von amerikanischer Folkmusik „...all die Musik ist, die zwischen die Ritzen passt“.
Amerikanische Folkmusik ist eine breite Musikkategorie, die Bluegrass, Gospel, Old Time Music, Jug Bands, Appalachian Folk, Blues, Cajun und Musik der amerikanischen Ureinwohner umfasst. Die Musik wird als amerikanisch bezeichnet, weil sie entweder aus den Vereinigten Staaten stammt oder weil sie sich dort aus fremden Ursprüngen heraus in einem solchen Maße entwickelt hat, dass sie Musikwissenschaftlern als etwas eindeutig Neues auffällt. Sie gilt als „Roots Music“, weil sie als Grundlage für die später in den Vereinigten Staaten entwickelte Musik diente, darunter Rock and Roll, Rhythm and Blues und Jazz.

## Frühe amerikanische Volksmusik
Die meisten Lieder aus der Kolonial- und Revolutionszeit stammen aus England, Schottland und Irland und wurden von den ersten Siedlern mitgebracht. Laut dem Musikethnologen Bruno Nettl zeichnet sich die amerikanische Volksmusik dadurch aus, dass sie "in ihren Wurzeln eine englische Volksliedtradition ist, die an die spezifischen Anforderungen Amerikas angepasst wurde." Daher lassen sich viele amerikanische Volkslieder, wie sie der amerikanische Folklorist Francis James Child in seinem als Child Ballads bekannten Balladenkatalog dokumentiert hat, auf ihre vorkolonialen Ursprünge auf den britischen Inseln zurückführen. Barbara Allen" zum Beispiel ist nach wie vor eine beliebte traditionelle Ballade aus England und Schottland, die von Einwanderern in die Vereinigten Staaten gebracht wurde. Die Mordballade "Pretty Polly", die von einem anderen Gelehrten der amerikanischen Volksmusik, George Malcolm Laws, indiziert wurde, ist eine amerikanische Version eines früheren britischen Liedes, "The Gosport Tragedy". Das älteste erhaltene Volkslied anglo-amerikanischen Ursprungs ist die Ballade "Springfield Mountain" aus dem Jahr 1761 in Connecticut.
Die typischen Instrumente, die in der frühen amerikanischen Volksmusik gespielt wurden, waren die Fiedel, die Gitarre, die Mandoline, die Mundharmonika, die Querflöte und das Hackbrett, obwohl die Gitarren einen bedeutenden Wandel durchmachten, als die zuvor beliebte englische Gitarre um die 1830er Jahre durch die spanische Gitarre ersetzt wurde. Neben den Balladen importierten die amerikanischen Kolonialherren auch zahlreiche englische Country-Tanzmelodien, vor allem Jigs, Reels und Hornpipes, die bei Gemeinschaftstänzen oder Contra Dances gespielt wurden. Einige Tanzmelodien sowie die Tänze selbst wurden auch aus irischen und schottischen Quellen übernommen. Die Musiksammlungen Howe's 1000 Jigs and Reels, Ryan's Mammoth Collection und 1000 Fiddle Tunes enthalten viele der Tanzmelodien, zu denen die Amerikaner und ihre kolonialen Vorfahren fast zwei Jahrhunderte lang getanzt haben. Jahrhundert in Amerika populäre Tänze, die zu traditionellen Tanzmelodien getanzt werden konnten, waren Quadrillen, Mazurkas, Barn Dances, Redowas, Märsche und Polkas. „Soldier's Joy“ ist ein Beispiel für eine typische britische Fiddle-Melodie.
In Neuengland, einem der Gebiete mit der frühesten Geschichte der Kolonisierung und dem höchsten Prozentsatz der Besiedlung durch Engländer, haben zahlreiche englische Balladen in der amerikanischen Volksmusik bis ins zwanzigste Jahrhundert überlebt. Dazu gehören ältere populäre Balladen wie „Lord Randall“, „The Golden Vanity“, The Elfin Knight, The Gypsy Davy, „Lady Isabel and the Elf-Knight“, „Barbara Allen“, Lord Bateman, The House Carpenter, The Farmer's Curst Wife, Lord Lovel und Henry Martin. Spätere Breitseitenballaden, die von den britischen Inseln nach Neuengland importiert wurden, sind u. a. „The Yorkshire Bite“, „The Bold Soldier“, „Butcher Boy“, „Katie Morey“, „The Half Hitch“ und „The Boston Burglar“. Zu den lokal komponierten, traditionellen Volksliedern aus Neuengland gehören „Springfield Mountain“, „The Jam on Gerry's Rock“, „Young Charlotte“, „Peter Amberly“, „Jack Haggarty“ und „The Jealous Lover“. Die Volksmusik des übrigen Nordostens der Vereinigten Staaten, einschließlich Pennsylvania, New York und New Jersey, ähnelte derjenigen Neuenglands, abgesehen von dem starken Einfluss der zahlreichen nicht-britischen Einwanderer, wie z. B. der Deutschen, Holländer und Schweizer.
Im Südosten der Vereinigten Staaten gehörten zu den beliebten lokalen Volksliedern „Sourwood Mountain“, „Charming Betsy“, „Fly Around My Pretty Little Miss“, „Buffalo Gals“, „Arkansas Traveler“, „Turkey in the Straw“, „Old Joe Clark“, „Going Down the Road Feeling Bad“, „Shady Grove“, „Katy Cline“, „Ida Red“ und „Cindy“. Die Südstaaten-Mörderballade „Poor Ellen Smith“, in der ein so aufrührerischer Mord geschildert wird, dass seine öffentliche Aufführung verboten werden musste, wurde höchstwahrscheinlich in Winston, North Carolina, von einem der Zellengenossen des Mörders geschrieben. Im Gegensatz zum Nordosten und Neuengland war der Südosten stark von der afroamerikanischen Musik beeinflusst, was dazu führte, dass Instrumente wie das Banjo weit verbreitet waren. Die englische traditionelle Musik war jedoch im Südosten weiterhin präsent, wobei ältere Kinderballaden wie „Lord Thomas and Fair Eleanor“, „The Maid Freed from the Gallows“, „Fair Margaret and Sweet William“, „The Wife of Usher's Well“, „The Two Sisters“ und „Matty Groves“ neben einigen englischen Balladen, die auch im Nordosten gespielt wurden, wie „Barbara Allen“, überlebten. Beliebte Breitseitenballaden im Südosten waren „Pretty Polly“, „Pretty Little Miss in the Garden“, „Knoxville Girl“, „Jack Monroe“, „The Sailor Boy“, „Awake, Awake You Drowsy Sleeper“, „Rich Irish Lady“, „The Nightingale“, „The Girl I Left Behind“ und „The Miller's Will“. Zu den bemerkenswerten Liedern, die in den Appalachen geschrieben wurden, gehören „Little Mohea“, „John Hardy“ und „Omie Wise“. Anders als im Nordosten neigen Balladen englischen Ursprungs im Südosten dazu, ihren Text deutlich zu verändern, indem sie gekürzt und geglättet werden und die Anzahl der Betonungen pro Strophe reduziert wird.
Die Volkslieder des Mittleren Westens spiegelten weitgehend den Geschmack Neuenglands und der mittelatlantischen Staaten wider, doch gab es auch einige Balladen, die nur im Mittleren Westen populär waren, wie die Breitseitenballade "Mary of the Wild Moor" und die lokal produzierten Balladen "The Little Brown Bulls", "Fuller and Warren", "Charles Guiteau", "Canady-I-O" und "Paul Jones". " Es wurden auch viele Volkslieder produziert, die speziell für die Region der Großen Seen typisch sind und an die nautische Kultur der Region erinnern. Dazu gehören "It's me for the Inland Lakes", "Loss of the Persian" und "The Buffalo Whore". Weiter westlich in Staaten wie Iowa, Kansas, den Dakotas und Nebraska entstanden regionale Lieder wie "The Little Old Sod Shanty on the Claim", "The Lane County Bachelor", "Comin' Back to Kansas", "The Dreary Black Hills" und "Dakota Land". Die berühmte "Ballad of Jesse James", die das Leben des titelgebenden Bankräubers besang, erschien erstmals in Springfield, Missouri.
Im Nordwesten der USA wurden nur wenige Kinder- oder Breitseitenballaden gefunden, da es sich bei den dokumentierten Volksliedern in diesem Gebiet in der Regel um Arbeitslieder handelt, die mit den relativ neuen Erfahrungen der Menschen im Bergbau, in der Holzindustrie und in anderen Industriezweigen des 19. und 20. Jahrhunderts zusammenhängen.
Ähnlich wie im Nordwesten waren ältere traditionelle Balladen im Südwesten weit weniger verbreitet, wobei nur „Barbara Allen“ und „Lord Randal“ zu den regionalen Favoriten gehörten. Beliebte lokale Lieder und Balladen waren unter anderem „Texas Rangers“, „The Yellow Rose of Texas“, „Joe Bowers“, „Sweet Betsy from Pike“, „Ho for California!“ und „Buffalo Skinners“.
Einige Lieder gelangten durch die florierende amerikanische Popmusikindustrie in die Folk-Tradition. Ein solches populäres Lied, das zu einer Volksmelodie wurde, war „Old Dan Tucker“, geschrieben von Dan Emmett.

### Spirituelle Lieder
Hauptartikel: Spiritual (Musik)
Spirituals haben ihren Ursprung in weißen amerikanischen Geistlichen, die sich europäische Volksmelodien aneigneten und sie mit religiösen Texten vertonten, wodurch einzigartige amerikanische Volkslieder entstanden. Afroamerikaner übernahmen diese religiöse Volksmusik und fügten ihren eigenen Stil und Themen wie Sklaverei und Emanzipation hinzu. „Sakrale Musik, sowohl a Capella als auch instrumental begleitet, ist das Herzstück der Tradition. Frühe Spirituals rahmten den christlichen Glauben in die Praktiken der Ureinwohner ein und waren stark von der Musik und den Rhythmen Afrikas beeinflusst.“ Spirituals stehen im Vordergrund und verwenden oft ein Call-and-Response-Muster. „Gospel entwickelte sich nach dem Bürgerkrieg (1861-65). Er stützte sich zu einem großen Teil auf biblische Texte, und die Verwendung von Metaphern und Bildern war üblich. Gospel ist ein „freudiger Lärm“, der manchmal von Instrumenten begleitet und fast immer durch Händeklatschen, Fußwippen und Körperbewegungen unterstrichen wird.“

### Arbeitssongs

#### Seemannslieder
Seemannslieder dienten dazu, die Last von Routineaufgaben zu erleichtern und einen Rhythmus zu schaffen, der den Arbeitern half, im Team zu arbeiten. Eines der ältesten in Amerika gesungenen Seemannslieder könnte „Haul in the Bowline“ sein, das bis in die Zeit der Herrschaft Heinrichs VIII. im sechzehnten Jahrhundert zurückgehen könnte. Andere beliebte Shanties sind „Blow the Man Down“, „Blow, Boys, Blow“, „Reuben Ranzo“, „Shenandoah“ und „The Greenland Whale“ sowie afroamerikanische Shanties wie „Mobile Bay“ und „I'm Goin' up the River“.

#### Cowboy-Lieder
Cowboysongs sind in der Regel Balladen, die von Cowboys im Westen und Südwesten gesungen wurden. Das bekannte „Streets of Laredo“ (oder „Cowboys Lament“) stammt von einem irischen Volkslied aus dem späten 18. Jahrhundert namens „The Unfortunate Rake“, das wiederum von dem noch älteren „The Bard of Armagh“ abstammt. Während „Streets of Laredo“ die gleiche Melodie wie „The Unfortunate Rake“ verwendet, passt „St. James Infirmary Blues“ die Geschichte an eine andere Melodie an. Dies veranschaulicht, wie sich Volkslieder in der Nacherzählung verändern und in einer Vielzahl von Versionen erscheinen können. In ähnlicher Weise basiert das beliebte Cowboy-Lied „Bury Me Not on the Lone Prairie“ über einen sterbenden Cowboy, der darum bittet, nicht allein in der Wildnis begraben zu werden, auf einem früheren Gedicht, „The Ocean Burial“. In ähnlicher Weise basiert das beliebte Lied „Buffalo Skinners“ auf der früheren Holzfällermelodie „Canaday-I-O“.
Andere Lieder entstanden vollständig an der Grenze, wie das berühmte „Home on the Range“, das 1873 von Dr. Brewster Higley und Dan Kelly in Kansas geschrieben wurde. Auch „The Old Chisholm Trail“ war eine eindeutig amerikanische Ballade, die mit den Erfahrungen der Cowboys auf den langen Wanderungen auf dem Chisholm Trail verbunden war.
Nach dem Bürgerkrieg wurden Cowboys als Romanfiguren und in Wild-West-Shows populär. Der erste Filmwestern war The Great Train Robbery, der 1903 gedreht wurde. Auf dem Höhepunkt dieser Romantisierung des amerikanischen Cowboys veröffentlichte John Lomax sein Hauptwerk Cowboy Songs and Other Frontier Ballads, das sowohl in der akademischen als auch in der populären Leserschaft Anerkennung fand und dazu beitrug, den Bereich der Volksmusik zu erweitern, da sich die bisherige Forschung auf Lieder mit europäischen Balladenvorfahren konzentrierte, wie zum Beispiel die Child Ballads. Während Cowboy Songs die Tür zur Legitimierung eines breiteren Spektrums von Volksmusik im Bereich der amerikanischen Volksmusikforschung geöffnet haben mag, wurde es in späteren Jahren dafür kritisiert, dass es kein streng wissenschaftliches historisches Unterfangen war. Lomax selbst gab zu: „Ich habe in einigen Fällen gegen die Ethik der Balladensammler verstoßen, indem ich die besten Zeilen aus verschiedenen Versionen, die alle dieselbe Geschichte erzählen, ausgewählt und zusammengestellt habe... Ehrlich gesagt ist der Band dazu gedacht, populär zu sein.“

#### Eisenbahnlieder
Eines der populärsten Eisenbahn-Volkslieder der amerikanischen Geschichte war The Ballad of Casey Jones, ein Lied über einen Zugführer, der sich opferte, um einen Zusammenstoß zu verhindern. Die „Ballad of John Henry (Folklore)“ handelt von einem afroamerikanischen Volkshelden, der als „steel-driving man“ gearbeitet haben soll.

#### Steinkohlebergbau
Die früheste bekannte Kohlemine befand sich 1750 in Richmond, Virginia. In den 1880er Jahren wurde Kohle in den Vereinigten Staaten zur wichtigsten Brennstoffquelle und verdrängte das Holz, wobei die Nutzung 1910 ihren Höhepunkt erreichte. In den Kohlelagern lebten vor allem Iren und Waliser, was sich in der Struktur der Kohlebergbaulieder widerspiegelt. Der Kohleabbau war mit Gefahren verbunden, die von den moralisch gleichgültigen Bergbauunternehmen nicht gemildert wurden. Explosionen und Einstürze waren eine ständige Bedrohung, ebenso wie schwarze Lungenkrankheiten und Pneumokoniose. Lieder wie „Don't Go Down in the Mine“, „The Dying Mine Brakeman“ und „A Miner's Prayer“ brachten diese Ängste zum Ausdruck. In den 1930er Jahren begannen die Bemühungen um eine gewerkschaftliche Organisierung, was zu Liedern wie „We Shall Not Be Moved“ führte, einer Umschreibung der Gospelhymne „I Shall Not Be Moved“. Die Verwendung bekannter Hymnen machte es den Organisatoren leicht, die Lieder mitzusingen, und verlieh der Sache einen Hauch von Rechtschaffenheit.
„Sixteen Tons“ wurde 1946 von Merle Travis geschrieben und handelt von der Not der Bergarbeiter und dem Leben in den Arbeitersiedlungen. Aus der Feder von Travis stammt auch „Dark as a Dungeon“, das vor allem von Johnny Cash interpretiert wurde.

#### Textilarbeiter
Während die amerikanischen Kolonisten schon seit langem selbst gesponnene und gewebte Textilien herstellten, entstand Ende des 18. Jahrhunderts in Neuengland und später in den Südstaaten eine aufblühende Industrie. Die Arbeitsbedingungen in den Textilfabriken waren trostlos, die Arbeitszeiten extrem lang und die Bezahlung der dort beschäftigten Männer, Frauen und Kinder mager. In den 1830er und 1840er Jahren begannen Streiks, angeführt von den jungen Frauen, die drei Viertel der Belegschaft ausmachten und etwa die Hälfte ihrer männlichen Kollegen verdienten. Das Lied „A Factory Girl“ erzählt von einer jungen Frau, die mit ihrem Beruf unzufrieden ist und die Fabrik verlässt, um Ehefrau zu werden. Dave McCarn schrieb Lieder, die gegen die Textilfabriken protestierten, wie z. B. „Cotton Mill Colic“, in dem er die unzureichende und ungerechte Entlohnung und die damit einhergehende Armut beklagte.

#### Holzfäller
Die Holzfällerindustrie begann in Neuengland, um den Bedarf des Schiffbaus zu decken. Später ermöglichte das Aufkommen der transkontinentalen Eisenbahn die Abholzung der Wälder im pazifischen Nordwesten, wobei die Industrie zwischen 1870 und 1900 ihren Höhepunkt erreichte. Zu den Härten für die Holzfäller gehörten der Kampf mit den Naturgewalten, die unvorhersehbaren Arbeitsbedingungen im Freien und die Gefahr von umsturzgefährdeten, geschosshohen Holzstapeln. „The Jam on Gerry's Rocks“ war ein solches Lied, das dieses schreckliche Phänomen beschrieb. „The Lumberjack's Alphabet“ war ein temperamentvolles Lied und ein Lieblingssong dieser Arbeiter.

#### Telefonistensongs
„The Lineman's Hymn“ wird aus der Perspektive eines sterbenden Leitungsmonteurs erzählt, der von einem Mast gestürzt ist, und warnt den Zuhörer, vorsichtig zu sein, damit ihm nicht das gleiche Schicksal widerfährt.

## Roots-Musik
Viele Roots-Musiker betrachten sich nicht als Folk-Musiker. Der Hauptunterschied zwischen dem amerikanischen Folk-Revival und der amerikanischen „Roots-Musik“ besteht darin, dass die Roots-Musik ein breiteres Spektrum abzudecken scheint, einschließlich Blues und Country.
Ihre ausdrucksstärksten und vielfältigsten Formen entwickelte die Roots-Musik in den ersten drei Jahrzehnten des 20. Jahrhunderts. Jahrhunderts. Die Große Depression und die Dust Bowl waren äußerst wichtig für die Verbreitung dieser Musikstile im Rest des Landes, als Delta-Blues-Meister, fahrende Honky-Tonk-Sänger und Cajun-Musiker sich in Städten wie Chicago, Los Angeles und New York verbreiteten. Das Wachstum der Schallplattenindustrie im selben Zeitraum war ebenfalls von Bedeutung; die höheren potenziellen Gewinne aus der Musik übten Druck auf Künstler, Songschreiber und Labelmanager aus, frühere Hits zu wiederholen. Dies führte dazu, dass musikalische Moden wie die hawaiianische Slack-Key-Gitarre nie ganz ausstarben, da eine breite Palette von Rhythmen, Instrumenten und Gesangsstilen in verschiedene populäre Genres einfloss.
In den 1950er Jahren hatten die Formen der Roots-Musik zu poporientierten Formen geführt. Folk-Musiker wie das Kingston Trio, der vom Blues abgeleitete Rock ’n’ Roll und Rockabilly, Pop-Gospel, Doo Wop und R&B (später säkularisiert als Soul Music) sowie der Nashville-Sound in der Country-Musik modernisierten und erweiterten die musikalische Palette des Landes.
Der Roots-Ansatz in der Musik betont die Vielfalt der amerikanischen Musiktraditionen, die Abstammung von kreativen Linien und Gemeinschaften sowie die innovativen Beiträge von Musikern, die heute in diesen Traditionen arbeiten. In den letzten Jahren stand die Roots-Musik im Mittelpunkt populärer Medienprogramme wie Garrison Keillors öffentlicher Radiosendung A Prairie Home Companion und dem gleichnamigen Spielfilm.

## Regionale Formen
Die traditionelle amerikanische Musik wird auch als Roots-Musik bezeichnet. Roots-Musik ist eine weit gefasste Kategorie von Musik, die Bluegrass, Country-Musik, Gospel, Old Time Music, Jug Bands, Appalachen-Folk, Blues, Cajun und Musik der amerikanischen Ureinwohner umfasst. Die Musik gilt als amerikanisch, weil sie entweder in den Vereinigten Staaten beheimatet ist oder weil sie sich dort aus fremden Ursprüngen heraus in einem solchen Maße entwickelt hat, dass sie Musikwissenschaftlern als etwas eindeutig Neues auffällt. Sie gilt als „Roots-Musik“, weil sie als Grundlage für die später in den Vereinigten Staaten entwickelte Musik diente, darunter Rock and Roll, zeitgenössische Volksmusik, Rhythm and Blues und Jazz.
Appalachenmusik
Die Musik der Appalachen ist die traditionelle Musik der Region Appalachia im Osten der Vereinigten Staaten. Sie geht auf verschiedene europäische und afrikanische Einflüsse zurück, darunter englische Balladen, irische und schottische traditionelle Musik (insbesondere Fiddle-Musik), Hymnen und afroamerikanischer Blues. Die Musiker aus den Appalachen, die in den 1920er Jahren zum ersten Mal aufgezeichnet wurden, hatten einen entscheidenden Einfluss auf die frühe Entwicklung der Old-Time-Musik, der Country-Musik und des Bluegrass und waren ein wichtiger Bestandteil der Wiederbelebung der amerikanischen Volksmusik.
Zu den typischen Instrumenten der Appalachenmusik gehören das Banjo, die amerikanische Fiddle, das Hackbrett und die Gitarre.
Frühe Aufnahmen von Musikern aus den Appalachen stammen von Fiddlin’ John Carson, Henry Whitter, Bascom Lamar Lunsford, der Carter Family, Clarence Ashley, Frank Proffitt und Dock Boggs, die alle in den 1920er und 1930er Jahren aufgenommen wurden. Mehrere Musiker aus den Appalachen erlangten während des Folk-Revivals der 1950er und 1960er Jahre Bekanntheit, darunter Jean Ritchie, Roscoe Holcomb, Ola Belle Reed, Lily May Ledford und Doc Watson.
Die Carter Family war eine Gruppe traditioneller amerikanischer Folkmusik, die zwischen 1927 und 1956 Aufnahmen machte. Ihre Musik hatte einen großen Einfluss auf Bluegrass, Country, Southern Gospel, Pop und Rockmusik. Sie waren die erste Gesangsgruppe, die zu Stars der Country-Musik wurde; ein Anfang der Abkehr der Country-Musik von der traditionellen Folk-Musik. Ihre Aufnahmen von Songs wie „Wabash Cannonball“ (1932), „Will the Circle Be Unbroken“ (1935), „Wildwood Flower“ (1928) und „Keep on the Sunny Side“ (1928) wurden zu Country-Standards
Country- und Bluegrass-Künstler wie Loretta Lynn, Roy Acuff, Dolly Parton, Earl Scruggs, Chet Atkins und Don Reno wurden stark von der traditionellen Musik der Appalachen beeinflusst. Künstler wie Bob Dylan, Jerry Garcia und Bruce Springsteen haben Lieder aus den Appalachen interpretiert oder umgeschriebene Versionen von Liedern aus den Appalachen.
Cajunmusik
Die Cajun-Musik, eine emblematische Musik von Louisiana, hat ihre Wurzeln in den Balladen der französischsprachigen Akadier in Kanada. Die Cajun-Musik wird oft im Zusammenhang mit der kreolischen, von der Cajun-Musik beeinflussten Zydeco-Musik genannt, die beide aus Acadiana stammen. Diese französischen Klänge aus Louisiana beeinflussen seit vielen Jahrzehnten die amerikanische Popmusik, insbesondere die Country-Musik, und haben die Popkultur über die Massenmedien, z. B. die Fernsehwerbung, beeinflusst.
Oklahoma und südliche US-Ebenen
Bevor die Geschichte aufgezeichnet wurde, verwendeten die Indianer in diesem Gebiet Lieder und Instrumente; Musik und Tanz bilden nach wie vor den Kern zeremonieller und sozialer Aktivitäten. Der "Stomp Dance" ist nach wie vor eine Form des "Rufens und Antwortens"; die Instrumentierung erfolgt durch Rasseln oder Fesseln, die von den Frauen an den Beinen getragen werden. "Andere südöstliche Nationen haben ihre eigenen Komplexe heiliger und sozialer Lieder, einschließlich solcher für Tiertänze und Freundschaftstänze sowie Lieder, die Stickball-Spiele begleiten.
Im Mittelpunkt der Musik der südlichen Plains-Indianer steht die Trommel, die als der Herzschlag der Musik der Plains-Indianer bezeichnet wurde. Der größte Teil dieses Genres geht auf die Jagd und die Kriegsführung zurück, die ein wichtiger Bestandteil der Plains-Kultur waren. Während der Reservationszeit nutzten sie die Musik häufig, um Langeweile und Verzweiflung zu vertreiben. Nachbarn trafen sich, tauschten sich aus und schufen Lieder und Tänze. Dies gehört zu den Wurzeln des modernen stammesübergreifenden Powwows. Ein weiteres gängiges Instrument ist die Balzflöte.
Jahrhundert entwickelte sich der Shape-Note- oder Sacred-Harp-Gesang als eine Möglichkeit für umherziehende Gesangslehrer, Kirchenlieder in ländlichen Gemeinden zu unterrichten. Sie unterrichteten mit Hilfe von Liederbüchern, in denen die Töne durch geometrische Formen dargestellt wurden, die eine Form mit einer Tonhöhe verbanden. Der Gesang auf der Mundharmonika wurde in vielen ländlichen Gemeinden in Oklahoma populär, unabhängig von der ethnischen Zugehörigkeit.
Später entwickelte sich die Blues-Tradition, die ihre Wurzeln in der sakralen Musik hatte und Parallelen zu ihr aufwies. Zu Beginn des 20. Jahrhunderts entwickelte sich der Jazz, der aus einer "Mischung aus Ragtime, Gospel und Blues" "Die anglo-schottisch-irischen Musiktraditionen gewannen in Oklahoma nach dem Land Run von 1889 an Bedeutung. Aufgrund ihrer Größe und Tragbarkeit bildete die Fiddle den Kern der frühen angloamerikanischen Musik in Oklahoma, doch kamen später andere Instrumente wie Gitarre, Mandoline, Banjo und Steel Guitar hinzu. Verschiedene Musiktraditionen in Oklahoma haben ihre Wurzeln auf den Britischen Inseln, darunter Cowboy-Balladen, Western Swing und zeitgenössischer Country und Western." "Mexikanische Einwanderer kamen in den 1870er Jahren nach Oklahoma und brachten wunderschöne Canciones und Corridos, Liebeslieder, Walzer und Balladen mit sich. Wie in den indianischen Gemeinden wird auch in den hispanischen Gemeinden jeder Übergangsritus von traditioneller Musik begleitet.
Die akustische Gitarre, der Kontrabass und die Geige bilden die Grundausstattung der mexikanischen Musik, die durch Maracas, Flöte, Hörner und manchmal auch durch ein Akkordeon ergänzt wird." Andere Europäer (wie Böhmen und Deutsche) ließen sich im späten neunzehnten Jahrhundert nieder. Ihre gesellschaftlichen Aktivitäten konzentrierten sich auf Gemeindehäuser, "in denen einheimische Musiker Polkas und Walzer auf dem Akkordeon, Klavier und Blechblasinstrumenten spielten".
Später trugen auch Asiaten zum musikalischen Mix bei. „Alte Musik- und Tanztraditionen aus den Tempeln und Höfen Chinas, Indiens und Indonesiens werden in den asiatischen Gemeinden im ganzen Bundesstaat aufrechterhalten, und populäre Liedgenres werden kontinuierlich auf diese klassischen Musikformen übertragen.“
Der amerikanische Südwesten und Südtexas
Die Tejano- und New-Mexico-Musik, die im gesamten amerikanischen Südwesten und in Südtexas zu hören ist, hat ihre Wurzeln in der Musik der indianischen und hispanischen/Latino-Gemeinschaften dieser Regionen. Die Tejano-Musik ist auch stark von der regionalen mexikanischen Musik und der Country-Musik beeinflusst, während die Musik von New Mexico viel stärker von der Hispano-Folk- und Western-Musik geprägt ist. Beide Stile haben sich im Laufe der Jahre gegenseitig beeinflusst und amerikanische Popmusikstile übernommen.
Andere Formen
Der Volksmusikkomponist und Musiker Robert Schmertz komponierte und schrieb Stücke, die sich auf historische Ereignisse in West-Pennsylvania beziehen.

## Folk-Revival-Musik des 20. Jahrhunderts
Ab Mitte des 20. Jahrhunderts setzte ein Phänomen ein, das als „Folk Music Revival“ bezeichnet wird und eine neue zeitgenössische Form der Volksmusik hervorbrachte. Es konzentrierte sich in gewisser Weise auf die Vereinigten Staaten, war aber nicht auf diese beschränkt. Auch wenn es manchmal als American Folk Music Revival bezeichnet wird, war es doch eher international und entspricht nicht den engeren Definitionen von amerikanischer Folkmusik, selbst wenn die Künstler Amerikaner waren. Zu den prominenten Künstlern dieser Bewegung gehören Pete Seeger, Woody Guthrie, The Weavers, Burl Ives und andere. In den 1960er Jahren entstand eine eher kommerziell ausgerichtete Version der Folkmusik, zu der Interpreten wie The Kingston Trio, The Limeliters, The Brothers Four, Peter, Paul and Mary, Joan Baez, The Highwaymen, Judy Collins, The New Christy Minstrels und Gordon Lightfoot sowie Interpreten der Gegenkultur und des Folk-Rock wie Bob Dylan, The Byrds, Arlo Guthrie und Buffy Sainte-Marie gehörten.

## Film, Fernsehen und Radio
- Hootenanny, eine wöchentliche Varieté-Show, die von 1963 bis 1964 auf dem amerikanischen Sender ABC ausgestrahlt wurde und in der hauptsächlich Folk-Musiker auftraten.
- Der Soundtrack des Films O Brother, Where Art Thou? aus dem Jahr 2000 besteht ausschließlich aus Roots-Musik, gespielt von Alison Krauss, The Fairfield Four, Emmylou Harris, Norman Blake und anderen.
- 2001 strahlte PBS eine vierteilige Dokumentarserie mit dem Titel American Roots Music aus, die die historischen Wurzeln der amerikanischen Roots-Musik anhand von Filmmaterial und Auftritten der Schöpfer der Bewegung erforschte.
- Der Film A Mighty Wind aus dem Jahr 2003 ist eine Hommage an (und eine Parodie auf) die Folk-Pop-Musiker der frühen 1960er Jahre.
- Eine sechsstündige öffentliche Fernsehserie, The Music of America: History Through Musical Traditions, erschien 2010.
- PBS-Serie Country Music von Ken Burns, 8 Episoden. „Erforschen Sie die bemerkenswerten Geschichten der Menschen und Orte, die hinter einer wahren amerikanischen Kunstform stehen.“ Gibt Einblicke in das volkstümliche Erbe dessen, was später zur Country-Musik wurde.
- BBC-Radioprogramm Black Roots, die Grammy-prämierte Musikerin Rhiannon Giddens erforscht die Geschichte der afroamerikanischen Roots-Musik anhand der Geschichten vergessener schwarzer Pioniere.
- Gilliland, John (1969). „Blowin' in the Wind: Pop entdeckt die Volksmusik“ (Audio). Pop Chronicles. Bibliotheken der Universität von Nordtexas.